# 25062 Rasmussen
25062 Rasmussen (tên chỉ định: 1998 QH71) là một tiểu hành tinh vành đai chính. Nó được phát hiện bởi dự án Nghiên cứu tiểu hành tinh gần Trái Đất Lincoln ở Socorro, New Mexico ngày 24 tháng 8 năm 1998. Nó được đặt theo tên Jesper Lykke Rasmussen.